# Alavés (Sabiñánigo)
Alavés (aragonesisch Alabés) ist ein spanischer Ort in der Provinz Huesca der Autonomen Gemeinschaft Aragonien. Alavés, im Pyrenäenvorland liegend, gehört zur Gemeinde Sabiñánigo. Der  Ort auf 860 Meter Höhe ist unbewohnt.

## Geographie
Alavés liegt etwa 14 Kilometer südlich von Sabiñánigo und ist von der N330 über eine unbefestigte Straße zu erreichen. Der Ort südlich des Río Guarga gehört zur Landschaft Guarguera.   